# Eilean Donan
Eilean Donan (skotskou gaelštinou Eilean Donnáin) je malý ostrůvek na jezeře Loch Duich v západní části Highlands - Skotské vysočiny. S pevninou je spojený mostem pro pěší a leží přibližně 800 metrů od vesnice Dornie. Eilean Donan (což znamená „ostrov Donnán“) je pojmenováný po Donnán of Eigg, keltském svatém, který byl umučen v roce 617. Na ostrově je hrad, který se objevil v různých filmech.

## Hrad Eilean Donan
Eilean Donan je středověký hrad tyčící se nad jezerem Loch Duich a je jednou z nejpřitažlivějších turistických atrakcí oblasti skotských Highlands.
Původní hrad byl postaven na počátku 13. století na obranu proti Vikingům. Do konce století patří klanu Mackenzie. Roku 1511 se dědičným správcem stal klan Macrae.
V dubnu roku 1719 byl zabrán španělskými jednotkami pro podporu dalšího jakobitského povstání. Hrad byl zpětně dobyt a zbourán v květnu třemi fregatami Britského královského námořnictva. Španělské jednotky byly poraženy o měsíc později v bitvě u Glen Shiel.
Hrad opravil v letech 1919 až 1932 podplukovník (Lieutenant Colonel) John MacRae-Gilstrap. Rekonstrukce zahrnovala vybudování klenutého mostu pro lepší přístup k hradu.
Na trase turistické prohlídky hradem je mj. zajímavá expozice středověké kuchyně včetně příslušného zázemí.

## Film
Hrad je jedna z nejfotografovanějších památek ve Skotsku a oblíbené místo pro svatby a filmové exteriéry. Objevuje se například ve filmech: Soukromý život Sherlocka Holmese (1970), Highlander (1986), Něco se děje (Kuch Kuch Hota Hai 1998), Past (1999), Jeden svět nestačí (1999), Královna Alžběta: Zlatý věk (2007) a Jak ukrást nevěstu (2007).

## Galerie

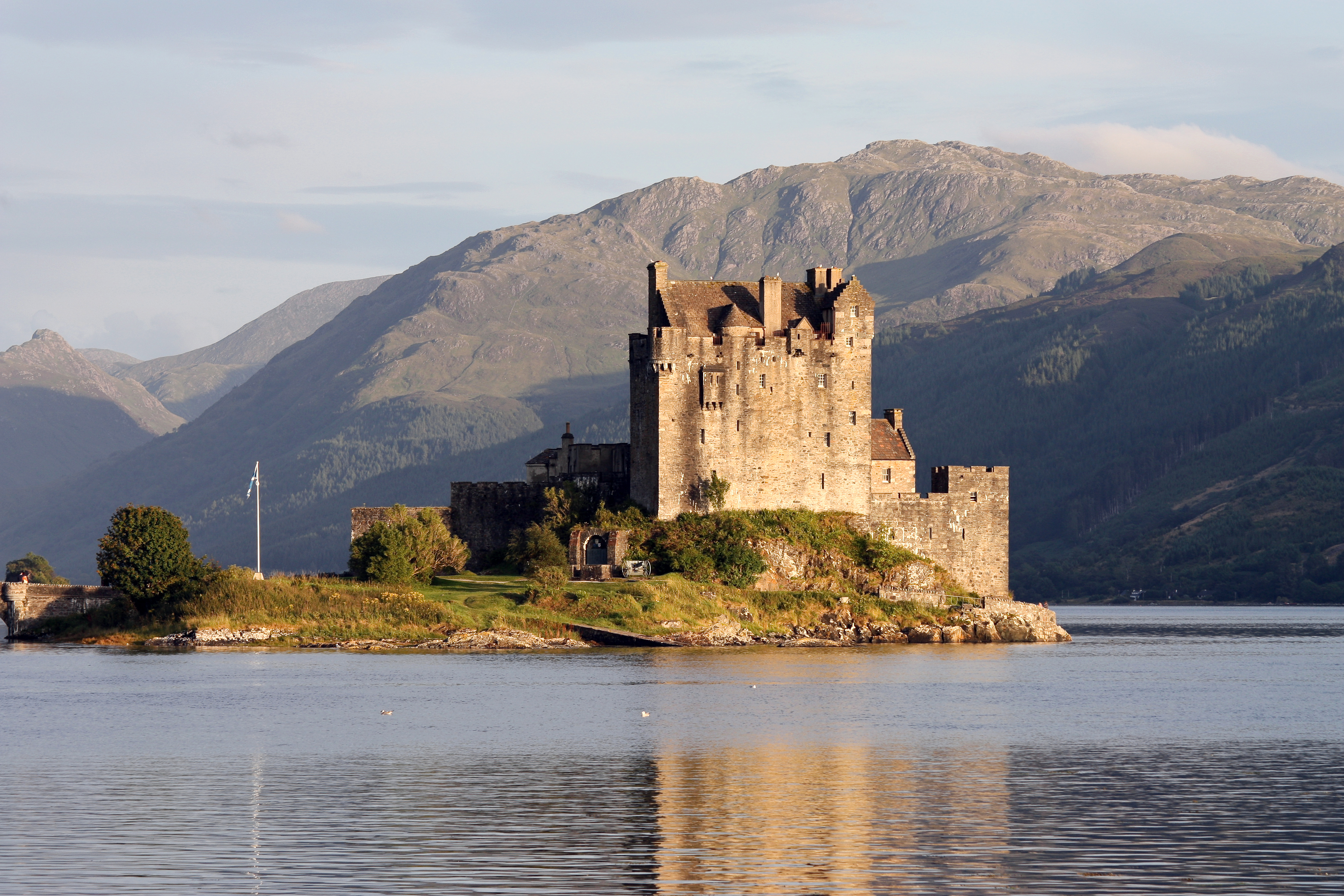
Hrad, pohled od západu
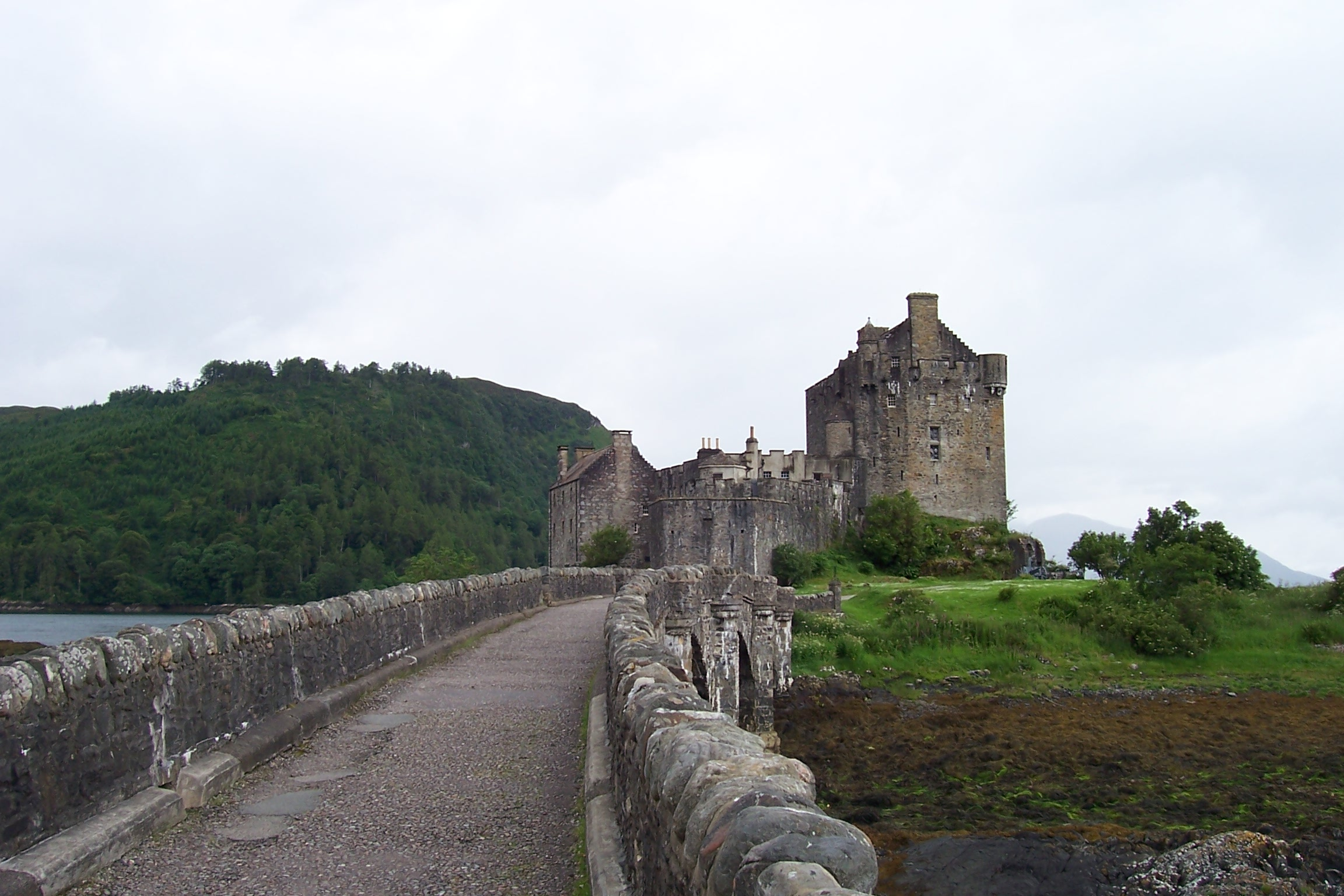
Pohled přes most k hradu
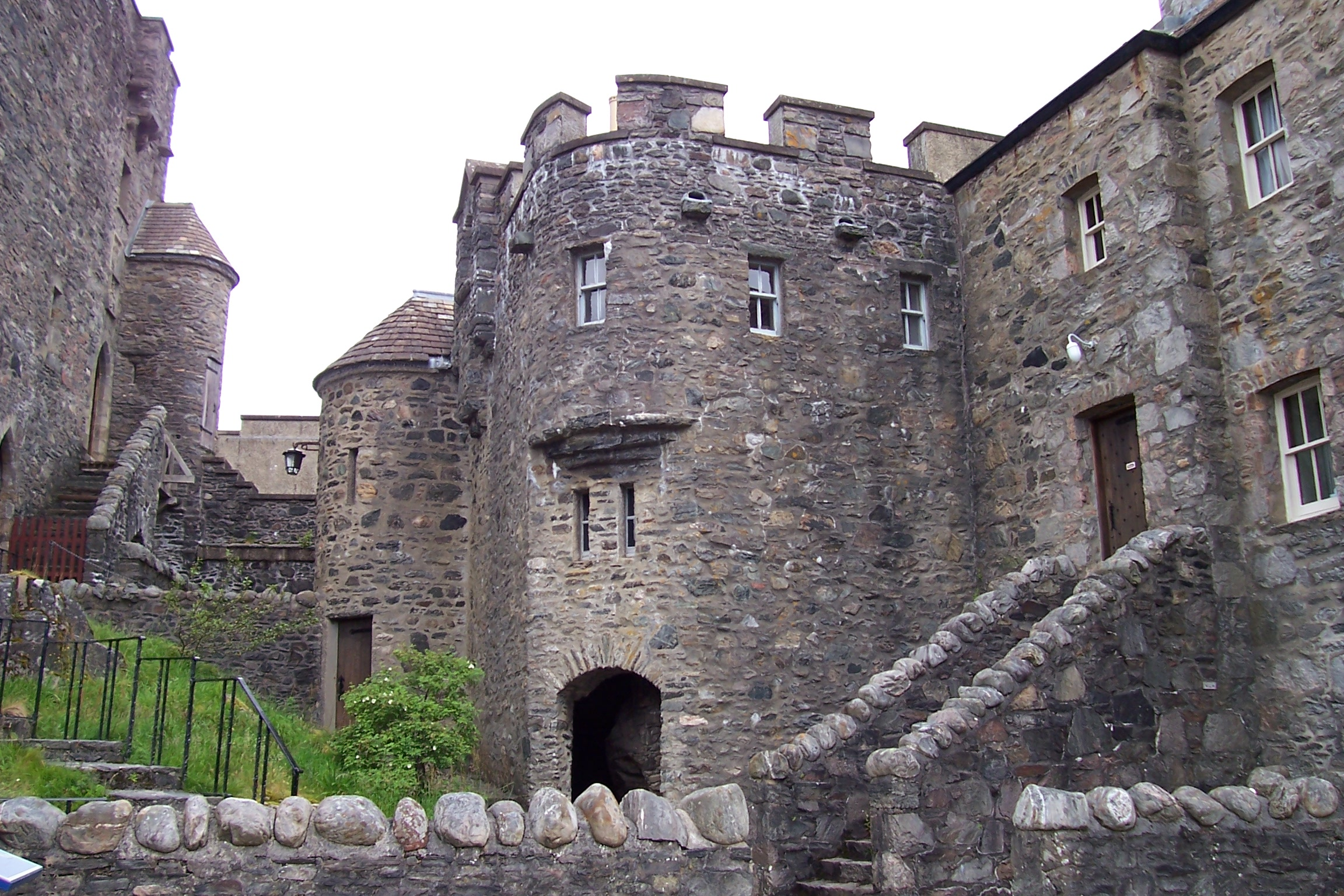
Pohled z vnitřních prostor hradu
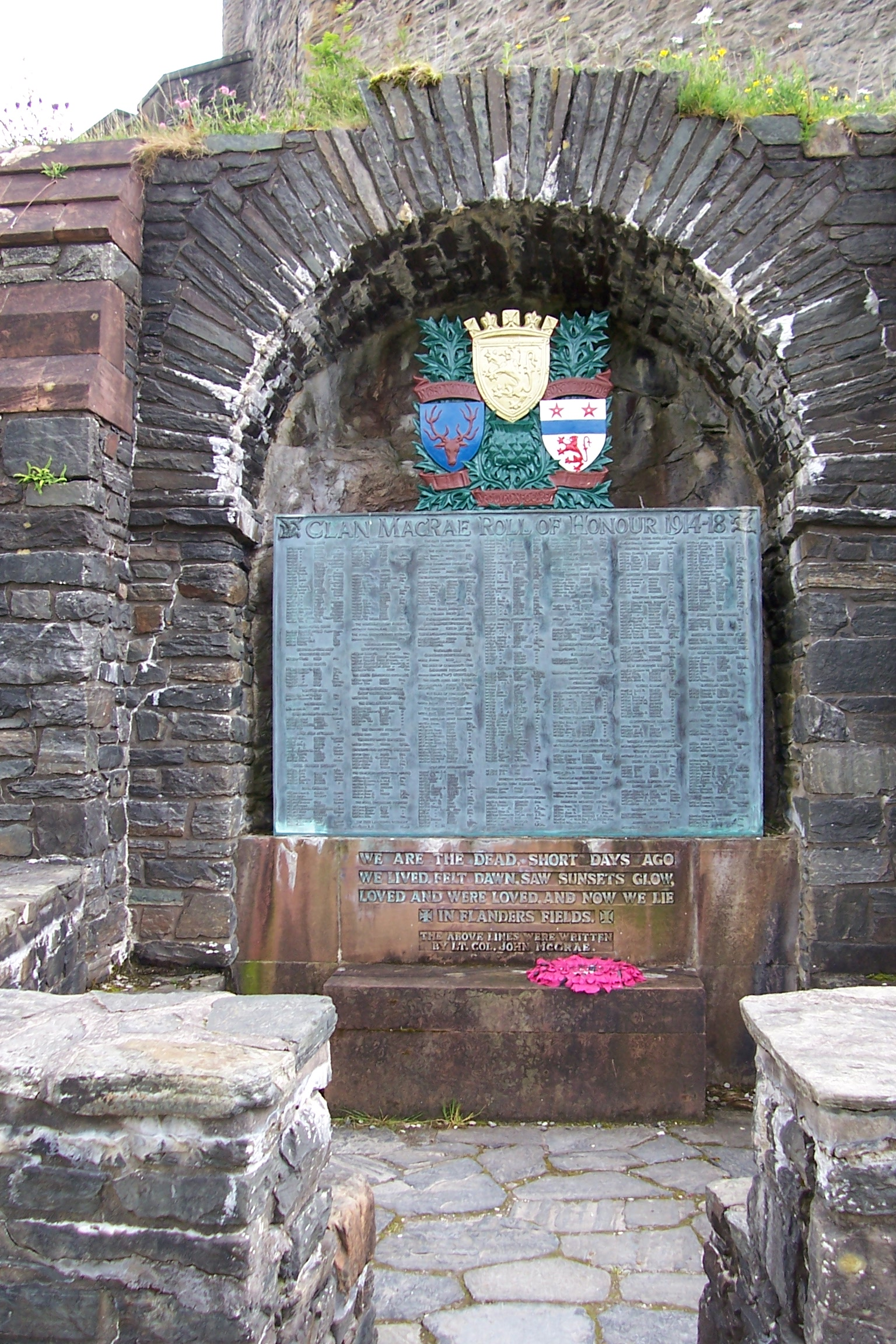
Pamětní deska klanu Macrae